# 台灣古道

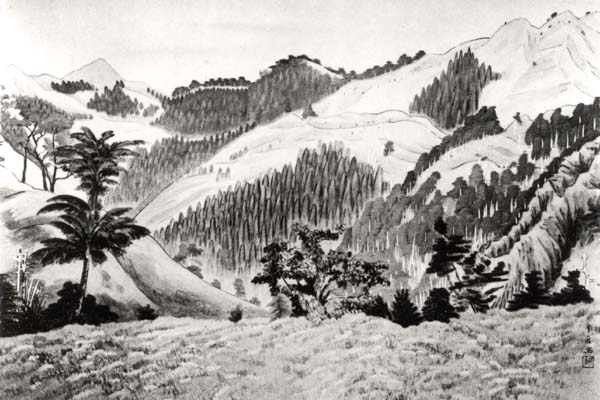
台灣日治時期日本畫家村上無羅所畫的《八通關》，即八通關草原，八通關古道正通過該草原。

在臺灣，古道泛指第二次世界大戰以前開闢的長距離道路。這些古道擁有著前人生活所留下的遺跡古物及歷史印記，通常具有歷史文化及學術研究之價值。自古以來，居民為生活之需或貿易之便，得必須穿梭於林間，翻越高山峻嶺，以突破地形的障礙及距離的阻隔，即開闢了道路，連絡起各地的交通。

## 概要
台灣戰後初期，除利用已有道路作為現代公路及產業道路的基礎之外，對於古道的價值缺乏重視，並有意的破壞日本在台建設的痕跡，再加上延續日治強制移住原住民離開深山、管制人民入山、強取山林資源等政策，許多古道因漸少利用，及頻仍天災的摧殘，隨著時間而逐漸湮滅，到了1980年代以後，才開始有較多登山者及地理歷史學者逐漸開始重視古道，開始實地探查研究古道的路線、歷史和遺蹟，也出現了較多的研究著作和介紹書籍出現，政府也開始整理各地古道，以作為推廣觀光行銷及提倡運動健身的道路，使台灣古道得以被更多人認識。
隨著這些古道逐漸被人發現並認識，才得知目前的台灣古道保存及運用狀況。這其中是有被廢棄或消失，也有是至今尚未被人發現或未被公開於世；相對於現在已被陸續發現到的台灣古道，被保存下來的有些是成為登山者所攀登山岳的健行路線，又或者被巡山員做為巡邏工作的路線，相較於特殊是台灣電力公司利用能高越嶺古道做為輸電線養護道路，以及還有國家公園或自然保留區會將園區內的古道納入史蹟保護區。
但是在1940年代至1980年代間，台灣先是遭逢政局更動，以及後來的兩岸局勢緊張，此期間台灣備受戰爭摧殘，使各項經濟發展是百廢待舉而急需建設，使得國民政府為因應當前的經濟窘境，台灣古道正於此期間開始朝向現代化發展，以各地的古道為建設的基礎，將山地的泥土道路、平地的碎石子道路陸續改建成為瀝青混凝土之鋪面等級現代化公路，即所謂「台灣公路的前身」。
直到1970年代間，台灣受到美國的影響，興起了對生態保育及自然保護的重視。1980年代，國民政府正在實施十二項建設計畫，因政策是預定將八通關古道闢成新中橫公路，導致支持生態保育及自然保護的民間環保團體及學術界者群起反對，歷經數餘年抗爭及政策六度調整，最後才於1991年停止興建，八通關古道得以保留。
1995年，基於台26線來往台東、墾丁之間車程有一小時，為免除駕駛人繞路、長途行車之不便，公路總局計畫將在阿朗壹古道興建台26線，以連接起旭海與安朔之間路段。自2001年通過環境影響評估後，民間環保團體及學術界者為保留住阿朗壹古道擁有台灣唯一保存著原始的海岸線，以及屏東縣政府也憂於台26線旭海至安朔段興建會使地景及生態受到破壞或消失，歷經數餘年抗爭下，2012年1月18日被屏東縣政府將旭海至觀音鼻段劃為自然保留區。

## 形成的歷史背景

### 原住民的移動道路
台灣原住民自數千年以前即生活於台灣的平地和高山，其間因為各族的擴張與分枝散葉、新獵場或耕地的找尋以及各族之間的衝突等原因，在台灣各地遷徙移動，而到近代漢人移入之後，更常迫使原住民搬離原本的住所，這些移動使台灣山區險阻間，逐漸形成固定的移動路線，成為後來古道的基礎。
各族之中，泰雅族早期從今南投縣境內向東和北遷移，因而形成許多雪山山脈及中央山脈北部的道路。鄒族、布農族早期由西部平原進入南投中部，並繼續往東部、南部移動，形成南投境內、中央山脈中段，以及玉山山脈地區的路線。排灣族和魯凱族的活動範圍都跨越中央山脈南段，形成南台灣主要的越嶺路線。此外，賽夏族在苗栗山區，阿美族、卑南族在海岸山脈的活動、平埔族在清代的大遷移，都形成了不少的道路。

### 早期漢人開墾的路線
在明末開始，因海禁日漸廢馳，陸續有福建、廣東地區的漢人開始移入台灣，荷治時大員當局有計畫的大量引入漢人墾民，及鄭氏王朝到清朝收入版圖，移入開拓者日多，漢人移民早期由西部的嘉南平原開始拓殖，漸次向中部、北部和東部的宜蘭發展。
早期由於陸上交通不便，台灣各地區間尚主要依賴水路運輸，但隨著人數漸多，西部各地較大量的開發，陸上的交通也日形重要，當時漢人的往來通路，成為北宜間的古道、以及西部平原丘陵的古道的基礎，但因清代時有禁入番界的禁令，因此漢人的足跡較少進入廣大的山區。

### 晚清的「開山撫番」
清代前期和中期，政府的管理和漢人移民未及於山區，且有入山禁令，禁止漢人越過「番界」開墾，後經牡丹社事件的刺激，才決定對山區加以拓墾統治，沈葆禎因日軍出兵，以欽差大臣的身分派軍來台，在解決事件之後，即推行開山撫番的政策，決定將山區及台灣東部納入統治。
1874–1875年，沈葆禎同時發動了北中南三路的軍事行動，往後山越嶺開闢第一批的三條開山道路，北路軍由福建陸路提督羅大春，修築由蘇澳至奇萊（今花蓮港一帶），為今蘇花公路前身。中路軍由提督吳光亮由林圯埔（今南投竹山）築至璞石閣（今花蓮玉里），即今所稱八通關古道。南路軍由台防同知袁聞坼，修築自赤山（今屏東萬巒鄉境內）至卑南（今台東市附近），又稱為赤山卑南道。在北、南二路軍開山的沿途遭遇當地原住民社群激烈的抵抗下，在一年之內即在台修路共859里，其形置為平路寬一丈，山澗道路寬六尺，沿途設防工事。隨後1882年南路又另修築射寮（屏東枋寮一帶）至卑南的道路。
後因清法戰爭，法軍攻擊基隆、淡水，清朝考慮設立行省，1885年（光緒11年）台灣建省，首任巡撫劉銘傳進一步延續開山撫番政策，1885年開通烏來至宜蘭道路（今北宜公路），1886年，開嘉義至卑南，1887年，由集集到水尾（今花蓮瑞穗）道路（又稱集集水尾道路，今稱關門古道），使台灣東西之間的交通往來更加便利。

### 日本時代的警備道路
台灣在1895年日清馬關條約割讓給日本，為了有效控制山區的住民，初期仍延續清代撫番的政策，隨後即升級成理蕃政策，在1910年設立了蕃務署，其後除對於不服統治的原住民加以討伐之外，並在山區大量設立駐在所（警察機關），駐在所之間則大量修築警備道路以方便聯絡，其中多延襲原住民遷程路線及清代所開的路，並進一步開拓，沿途並修築防禦工事，在1914年至1928年，共修了十四條山區警備道路。包括：內太魯閣道路（即合歡越嶺道，今台八線中橫公路東段與霧社支線）、能高越嶺道(今台14線原計畫線)、八通關越嶺道、石鹿道路（今霞喀羅古道）、埤亞南越道路(今台七甲線中橫宜蘭支線，及力行產業道路)、巴福越嶺道、大甲溪道路(今台八線中橫公路西段)、北坑溪道路、角板山三星道路（今台七線北橫公路）、蘇花道路(今台九線蘇花公路)、內本鹿越道、浸水營道路(今縣道198線及浸水營古道)、台東屏東道路（知本越道路，今台24線）、關山越道路（今台20線南橫公路）等。除了這些大的警備道路之外，有1913–1929年陸陸續續一段一段興建銜接的中之線警備道（又稱中之線道路、郡大溪警備道），此外又進一步修築規模較小的理蕃道路，其寬度大約僅容納一人通行。這些日本時代修築的山道成為現今遺留古道最多的一部分。

## 種類

### 按保存狀況區分
台灣的古道依目前（2006年）的保存狀況可分為三大類：
1. 成為公路或產業道路：清代或日本時代留下來的古道，在戰後交通發展的情形下，許多成為建築公路或產業道路（尤其是林道）的基礎，道路的修築，使原有的古道的原貌消失，大多僅僅剩下其中小部分與公路不重疊的路段才得以保留下來，如北宜古道發展成為北宜公路的基礎、合歡越嶺古道成為中部橫貫公路支線等等。
2. 成為登山步道或觀光景點：一些在山區未成為公路的古道，經人探查之後，重新整建，使之成為登山健行的山路或步道，因而吸引大量遊客來參訪，如八通關古道、草嶺古道、魚路古道、鳴鳳山古道等。
3. 未成為公路，但因為原住民聚落強制移住遠離深山，常久未有人使用且未經過整建開發而湮滅不彰，其中大多已不見其名，其中少數如馬里科灣古道、中之線警備道等因開始有登山隊查訪逐漸開始受到注目。

### 按地形區分
1. 越嶺古道：目前保留的古道中大多數屬於此類，道路穿越阻擋交通山脈中較低平的鞍部，以聯繫山脈兩側之間的交通。台灣各個山脈的越嶺古道可詳見下段的介紹。
2. 溪道路：延山間溪谷興建的的道路，如馬里科灣古道、大甲溪道路、中之線警備道等等，此外，許多越嶺古道中的不少路段也屬此類。
3. 平地道路：早期台灣的道路中不少是在平原或丘陵地區，但因平地長期的開發以及現代交通的發達，這類古道大多已經不存，例如由台北新莊經桃園中壢至新竹的龜崙嶺古道，即為穿過台地及丘陵地形的古道。往來台南和嘉義地區的鐵線橋古道亦屬此類。
4. 沿海道路：沿海興建的道路，以由蘇澳到花蓮的蘇花道路為代表（又稱臨海路，為今日蘇花公路前身）

## 各地區古道簡介
就目前仍保留或部分保留古道中較著名的，依其地區和交通作用加以分類簡介。

### 橫斷中央山脈
中央山脈是台灣的骨幹山脈，成為台灣東西交通的很大阻礙，早期原住民即經由山脈中的各個隘口，穿越中央山脈，形成許多古道的基礎，晚清開山撫番同時開闢了第一批三條穿越中央山脈的道路，其後又陸續開闢數條開山道路，日治時又進一步建立如能高越嶺等警備道路，其中不少成為台灣後來三條橫貫公路的基礎。
沿中央山脈由北至南主要的古道包括：
- 比亞毫古道：東起宜蘭南澳鄉，西至大同鄉，接埤亞南越嶺道，另有支線由流興社往北接寒溪村，為早期泰雅族遷移的道路。
- 埤亞南越嶺道：南投縣仁愛鄉經台中和平區至宜蘭大同鄉，為今日中部橫貫公路宜蘭支線及力行產業道路的前身。
- 合歡越嶺道：從合歡群峰石門山東稜至花蓮的太魯閣，為今日中部橫貫公路東段、中橫霧社支線的前身，西段僅關原遺址人跡可至，目前中段卡拉寶至天祥仍有留存，其東段即為著名之錐麓古道。

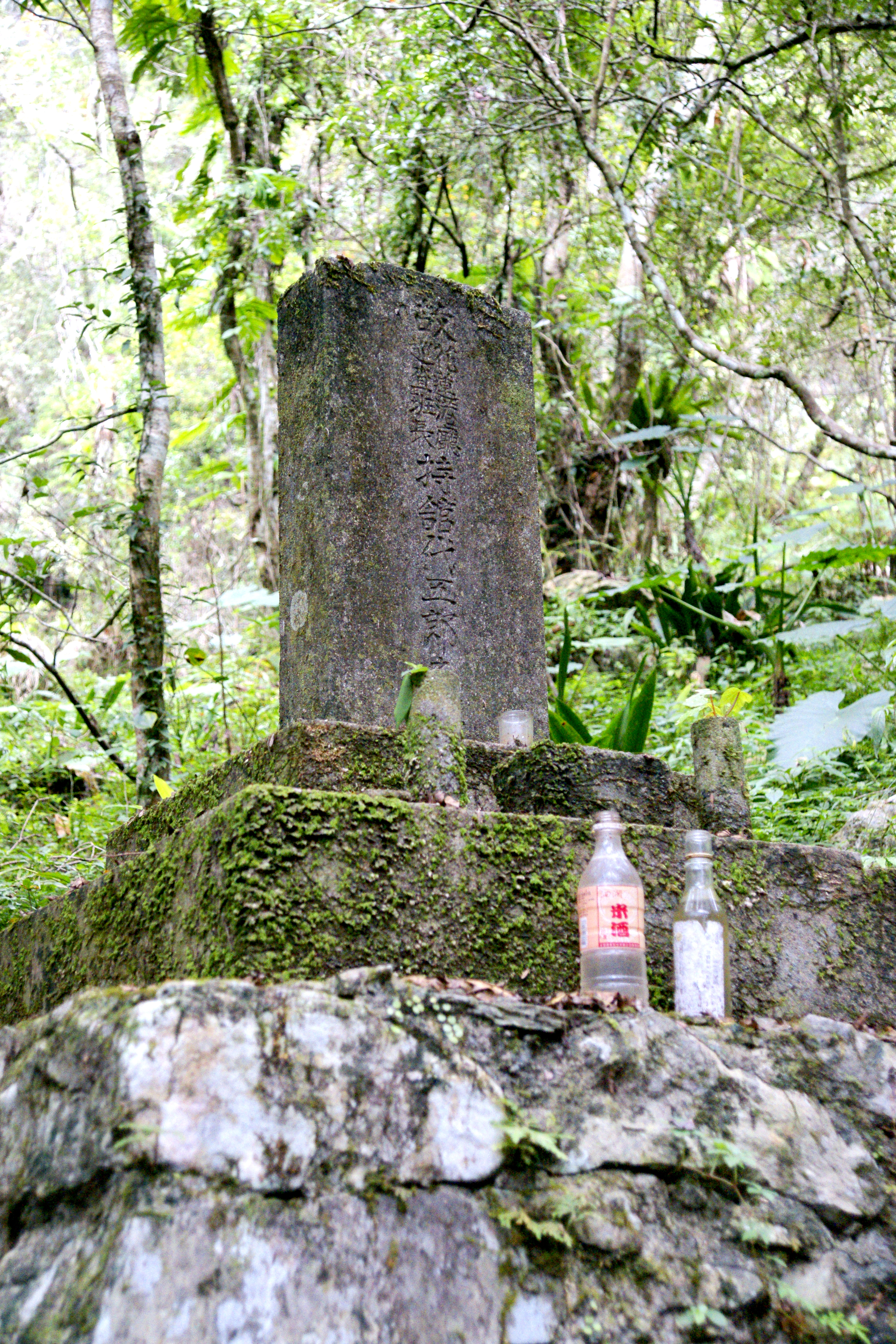
立於錐麓古道上的故花蓮港廳巡査班長持館代五郎殉職碑

- 能高越嶺道：由霧社廬山至花蓮秀林鄉銅門村，為戰後台灣最早東西電線貫通所經之路。
- 關門古道：起點從集集鎮集集市街開始，通到花蓮縣瑞穗鄉（水尾），又稱集集水尾道路，為晚清開闢最後一條開山道路，與台電新東西線大致符合。
- 八通關古道：由林圯埔（南投竹山）穿越八通關和大水窟池至璞石閣（花蓮玉里），為晚清開山撫番第一批三條開山道路的中路。日治時另開闢八通關越嶺道在前山與之多處交錯，但後山路線完全不同。
- 八通關越嶺道：由南投信義鄉東埔穿越八通關和大水窟池至花蓮玉里，是台灣目前保存最完整的古道之一，經過日本時代的經營，是一條充滿古蹟和自然景觀的路線。
- 關山越嶺道：由高雄市六龜到台東關山，主要路線成為今日的南橫公路，目前僅剩小段古道如中之關古道保留。
- 知本越嶺道：早期為魯凱族往來中央山脈兩側的道路，由屏東縣三地門，經知本主山出台東知本溫泉，中經著名的高山湖大鬼湖、小鬼湖。
- 崑崙岰古道：由屏東縣萬巒到太麻里鄉的金崙，又稱為赤山卑南道，為晚清開山撫番第一批三條開山道路的南路。
- 浸水營古道：由屏東縣枋寮到台東縣大武，是晚清第一批南路之後另開闢的開山道路，早期稱作三條崙道，路況良好，可以二日往返屏東台東。

### 大屯火山群及周圍地區
大屯火山群南為台北市的士林、北投、東臨金山、萬里、西為三芝、淡水、北為石門，來往這些地區的人們，在大屯山區發展出許多古道，大致上以整個山區為中心、呈放射狀分布，大多是在清代和日本時代所遺留的，古道的主要作用十分多樣化。
由大屯山區北方開始依順時針排列，主要古道有：
- 半嶺古道：起自金包里三界壇聖德宮，終至石門妙濟寺。自古即為凱達格蘭族交通及活動範圍。漢人於康熙、乾隆年間移墾後，成為當地茶類高經濟作物（包括鐵觀音、烏龍茶、包種茶及紅茶等）的運輸要道，並接通「金包里茶區」與「石門茶區」，本區茶葉透過古道外銷至中國及歐、日等地。古道中點稱為「半嶺街仔」，分三岔路接往竹子山古道及魚路古道，另一分支則接往西勢湖及小坑、坪林（石門）等地。
- 竹子山古道：半嶺古道的分支，北由石門鄉至竹子山，以採竹為主要功能。
- 挑硫古道：由陽金公路至大油坑，為開採硫磺而開闢的古道。
- 魚路古道：又稱作金包里大路，由士林經擎天崗至金山，以運漁貨為主要功能，目前除部分路段成為陽金公路，其他路段成為天母古道、絹絲瀑布古道等等。
- 鹿窟坪古道：由萬里鹿窟坪至磺嘴山鞍部的翠翠谷。
- 富士古道：又稱作富士坪古道，由萬里富士坪至石梯嶺，以牧牛為要主的功能。
- 大屯溪古道：由三芝北新莊經小觀音山到大屯山鞍部，為早期三芝居民運木炭往台北的交通要道。

### 台北宜蘭地區
宜蘭地區（舊稱噶瑪蘭）在清乾隆晚年間，由吳沙等人開始移入後，漢人在當地逐漸發展，嘉慶年間且設立了噶瑪蘭廳加以管理，當時更早開發的台北盆地（屬淡水廳）與蘭陽平原之間的交通往來日漸頻繁，而台北宜蘭之間的雪山山脈北段的主稜和支脈，即為淡蘭之間古道的主要阻隔。
順雪山山脈由東北至西南排列有：
- 淡蘭古道：由基隆暖暖經瑞芳、雙溪、貢寮至宜蘭頭城，為清代中期最重要的淡蘭孔道，目前仍保存的段落又可分為金字碑古道（又稱三貂嶺古道）、隆嶺古道和草嶺古道。
- 糶米古道：位於台北市信義區泰和里吳興街600巷100弄底，建於清道光年間，是早年當地農民往返南港、深坑、木柵賣米所走的道路。
- 北宜古道和淡蘭便道：較淡蘭古道晚開闢，但在清代中後期已成為交通要道，從台北分成兩路，一是由台北經深坑石碇往坪林，另一路由新店往坪林，最後越雪山山脈至宜蘭礁溪。成為現今北宜公路的基礎，宜蘭境內的跑馬古道即這條古道所遺留的部分。
- 桶後越嶺古道：為早期泰雅族人的移動路線，由新北市烏來區孝義，至宜蘭礁溪鄉的小礁溪。
- 哈盆越嶺古道：亦為早期泰維族人的移動路線，由烏來福山經哈盆，到宜蘭員山鄉

### 橫斷雪山山脈南段及其支脈
雪山山脈及其插天山以降的西線支脈由東北而西南成為桃、竹、苗境內的主的山脈，該地區的古道主要為泰雅族遷移的道路，部分在日本時代進一步開發成為警備道路。較著名的古道有：
- 巴福越嶺古道（或稱福巴越嶺道）：由到台北烏來福山到桃園復興區巴陵，因拉拉山神木的開發而成為熱門登山路線。
- 角板山三星警備道，由桃園復興到宜蘭大同鄉，大部分成為今天北橫公路。
- 司馬庫斯古道：由新竹尖石鄉的司馬庫斯部落到宜蘭大同鄉棲蘭附近，高山湖泊鴛鴦湖為中途重要景點。
- 霞喀羅古道：又稱作石鹿古道，最早為泰維族人往來的通道，由新竹縣尖石鄉到五峰鄉，穿越雪山山脈支脈的霞喀羅大山。
- 出雲稍來警備線，為日本時代所建道路，北起苗栗泰安鄉，至台中和平區白冷，穿越雪山山脈尾稜，聯絡大安溪、大甲溪二河谷。
- 北坑溪古道：北起新竹五峰鄉觀霧附近，南至泰安鄉梅園與出雲稍來警備線相連，穿越雪山支棱，為日本時代為鎮壓泰維族喀霞羅部而開的路線。

### 大溪地區
清代以降，大溪是淡水河最內陸港口，成為鄰近山區農產轉運到淡水河系的集中地點，樟腦的開採使得往復興鄉山區的交通更加頻繁。較著名的古道有：
4條航運古道
- 齋明寺古道:桃園市大溪區河西地區三大古道之一，聯絡齋明寺到大漢溪河濱及大溪河東老城區的古道，早期河東善士到齋明寺拜拜一定要經過的路。
- 蟠龍崎古道:桃園市大溪區河西地區三大古道之一，聯絡河西崎頂地區到大漢溪河濱及大溪河東老城區的古道。
- 御成路古道:桃園市大溪區河西地區三大古道之一，聯絡河西員樹林地區到大漢溪河濱及大溪河東老城區的古道。
- 碼頭石板古道:位在桃園市大溪區和平老街西側，聯絡大溪河東老城區到大漢溪渡船碼頭的古道，坡道稍緩是早期工人搬運貨物到市中心的重要通道。

3條聯絡道
- 月眉古道:位在桃園市大溪區和平老街38號和40號之間，聯絡大溪河東老城區到月眉地區的古道，由大溪早年大戶李騰芳家族出資興建，後來省道台3線興建部分路段已地下化穿越省道。
- 尾寮崎古道:又稱田心子古道，出入口位在位在桃園市大溪區中華路121巷及美山路41號附近，聯絡大溪河東老城區到美華尾寮地區的古道
- 小角仔古道:位在桃園市大溪區復興路與美山路口，聯絡大溪河東老城區到美華崁頂地區的古道。

4條越嶺古道
- 白石山古道( 又名打鐵寮古道 ):打鐵寮古道原名更興古道，位於大溪三層附近，是昔日大溪與復興巴陵之間往來的聯絡道路。[3]
- 金面山登山古道:聯絡桃園市大溪區及新北市三峽區五寮山區的古道
- 百吉林蔭步道:位於大溪慈湖旁，是早期百吉隧道未開闢前的舊省道，可以通到後慈湖。
- 大艽芎古道:位於大溪頭寮地區，是聯絡大溪與湳仔溝、百吉、阿姆坪之間的古道。

### 苗栗丘陵地區
苗栗西半部地區山勢由南而北並排，雖山勢不高，但各溪谷和海岸之間的來往受到阻隔，也因此在各山脈間形成許多往來的道路。其中較著名的有：
- 挑鹽古道：由銅鑼鄉至三義鄉為清代漢人由海線運鹽至內陸而開發的道路，
- 鳴鳳古道：由頭屋鄉至獅潭鄉，穿越鳴鳳山故得名，早期為賽夏族的來往通道，後由當地的客家人進一步開發。
- 虎頭崁古道：由銅鑼鄉至通霄鎮和苑裡鎮，為清代商旅往來的通道。

### 南投地區
南投除東面倚中央山脈之外，中部有許多山脈丘陵縱橫，濁水溪及巫溪的上游流貫其間，形成許多大小盆地谷地，各盆地之間以及與西部縣市間逐漸形成各種道路，現因縣內現代公路的開發，大多早期古道已不存，僅剩下少數山區片斷。
- 水沙連古道：分南北兩路，北路起南投草屯，南路起於集集，兩路最後都到埔里，支線甚多，現大多成為台21線以及台14線（中潭公路）。僅少數路段保留成為登山路線。水沙連為南投中部地區地區的古稱，該山道為早期邵族、布農族所踩踏出的山徑。
- 八幡崎越嶺古道：由台中東勢到南投埔里，為清中葉漢人移入埔里盆地一帶的道路，現大多為後現今的台21線取代，只剩下小部分山路保留。
- 埤亞南警備線：由仁愛鄉惠蓀林場一帶至霧社，為日本時代為統治當地泰雅族人所築道路。
- 中之線警備道：1913–1929年陸陸續續一段一段興建銜接的警備道路，又稱中之線道路、郡大溪警備道，為連接南側八通關越嶺道的觀高與北側關門古道的南北向聯絡道，位在郡大溪谷內，經過郡大、巒大、丹大等布農族三大社群。

### 橫越海岸山脈
海岸山脈雖然高度最高只有一千餘公尺，寬度僅十餘公里至二十餘公里，但綿延於東部花東海岸和花東縱谷之間，仍成為交通的阻礙，早期住在當地的阿美族人及卑南族人沿著其中的河谷來往，形成一條條通路，其後晚清吳光亮開闢山道穿越中央山脈至花東縱谷後，也曾進一步開闢貫通海岸山脈的道路。（即安通越嶺古道）
海岸山脈由北至南主要的古道包括：
- 磯崎越嶺步道：由花蓮豐濱磯崎，到光復鄉東富村，為阿美族人來往要道。
- 奇美古道：由花蓮豐濱的大港口至瑞穗鄉，為沿秀姑巒溪下游峽谷形成的古道。
- 安通越嶺古道：由台東長濱至花蓮玉里，從原住民時代到日本時代一直是重要來往孔道，現成為觀光景點之一。